# Boswell (Pensilvânia)
Boswell é um distrito localizado no estado norte-americano de Pensilvânia, no Condado de Somerset.

## Demografia
Segundo o censo norte-americano de 2000, a sua população era de 1364 habitantes. 
Em 2006, foi estimada uma população de 1278, um decréscimo de 86 (-6.3%).

## Geografia
De acordo com o United States Census Bureau tem uma área de 
1,9 km², dos quais 1,9 km² cobertos por terra e 0,0 km² cobertos por água. Boswell localiza-se a aproximadamente 571 m acima do nível do mar.

## Localidades na vizinhança
O diagrama seguinte representa as localidades num raio de 12 km ao redor de Boswell. 